# Orły (gromada)
Orły – dawna gromada, czyli najmniejsza jednostka podziału terytorialnego Polskiej Rzeczypospolitej Ludowej w latach 1954–1972.
Gromady, z gromadzkimi radami narodowymi (GRN) jako organami władzy najniższego stopnia na wsi, funkcjonowały od reformy reorganizującej administrację wiejską przeprowadzonej jesienią 1954 do momentu ich zniesienia z dniem 1 stycznia 1973, tym samym wypierając organizację gminną w latach 1954–1972.
Gromadę Orły z siedzibą GRN w Orłach utworzono – jako jedną z 8759 gromad na obszarze Polski – w powiecie przemyskim w woj. rzeszowskim na mocy uchwały nr 30/54 WRN w Rzeszowie z dnia 5 października 1954. W skład jednostki weszły obszary dotychczasowych gromad Drohojów, Małkowice i Orły ze zniesionej gminy Orzechowce w tymże powiecie.
13 listopada 1954 gromada weszła w skład nowo utworzonego powiatu radymniańskiego, gdzie ustalono dla niej 16 członków gromadzkiej rady narodowej.
31 grudnia 1961 do gromady Orły włączono wieś Dusowce ze zniesionej gromady Walawa oraz wieś Zadąbrowie z gromady Skołoszów w powiecie radymniańskim, po czym, w związku ze zlikwidowaniem powiatu radymniańskiego, gromadę Orły włączono z powrotem do powiatu przemyskiego w tymże województwie.
1 stycznia 1969 do gromady Orły włączono wieś Duńkowiczki ze znoszonej gromady Orzechowce w tymże powiecie.
W 1971 roku gromada Orły liczyła 3383 mieszkańców, zamieszkujących miejscowości: Drohojów (464), Duńkowiczki (313), Dusowce (561), Małkowice  (803), Orły (614) i Zadąbrowie (628).
Gromada przetrwała do końca 1972 roku, czyli do kolejnej reformy gminnej. 1 stycznia 1973 w powiecie przemyskim utworzono gminę Orły.